# Pachnoda leopoldiana
Pachnoda leopoldiana är en skalbaggsart som beskrevs av Louis Burgeon 1931. Pachnoda leopoldiana ingår i släktet Pachnoda och familjen Cetoniidae. Inga underarter finns listade i Catalogue of Life.